# Aruana silvicola
Aruana silvicola là một loài nhện trong họ Salticidae. Loài này có ở de Aru-eilanden.
Loài này thuộc chi Aruana. Aruana silvicola được Embrik Strand miêu tả năm 1911.